# وليد صلاح
وليد عبد اللطيف مصلح صلاح (1916 – 7 أكتوبر 2010) حقوقي ومحامي فلسطيني، كان وزيرًا للخارجية الأردنية، وهو نجل السياسي الفلسطيني البارز عبد اللطيف صلاح.

## سيرته
وليد عبد اللطيف مصلح صلاح وهو من أسرة فلسطينية من مدينة طولكرم، وقد ولد في نابلس عام 1916 حينما كان والده عبد اللطيف صلاح يعمل حينها محاميًا هناك.
نشأ وليد صلاح في عائلة سياسية معروفة في مدينة طولكرم؛ فوالده السياسي والحقوقي الفلسطيني "عبد اللطيف مصلح صلاح"، وابن عمه وزير الخارجية الأردني "عبد الله أمين مصلح صلاح"، وابن عمه أيضًا «صلاح الدين أمين مصلح صلاح» أحد أبرز شخصيات فلسطين ورئيس بلدية طولكرم وعضو أول مجلس وطني فلسطيني.
بعد عامين من ميلاد وليد صلاح، أرسله والده عبد اللطيف برفقة شقيقته إلى ألمانيا، وبقي هناك لمدة ستة سنوات، ثم عاد بعد ذلك إلى فلسطين، وتلقى تعليمه في مدارس صفد، والتحق بعد ذلك في الجامعة الأمريكية ببيروت، ثم انتقل إلى معهد الحقوق الفلسطيني في القدس، حيث تخرج عام 1939 في مجال الحقوق، وافتتح مكتبًا للمحاماة له في كل من طولكرم ونابلس وحيفا. تزوج وليد صلاح في عام 1941، وأنجب ثلاثة أولاد وابنتين.

## مناصبه
- النائب العام الفلسطيني عام 1949 قبل توحيد الضفتين،[8] وفور توحيد الضفتين كُلف مجددًا نائبًا عامًا وذلك بتاريخ 6 أغسطس 1949.[9]
- وزير الخارجية الأردني، ووزير الشؤون الاجتماعية الأردني، في حكومة توفيق أبو الهدى الثانية عشرة، منذ 24 أكتوبر 1954 وحتى 28 مايو 1955.[10][2]
- وزير العدل الأردني، ووزير الإنشاء والتعمير الأردني، في حكومة إبراهيم هاشم الخامسة، منذ 22 أكتوبر 1957 وحتى 12 ديسمبر 1957.[11][2]
- نقيب المحامين الأردنيين، منذ 16 مارس 1962 وحتى 14 مارس 1963.[12]
- نقيب المحامين الأردنيين، منذ 15 مارس 1963 وحتى 12 مارس 1964.[12]
- نقيب المحامين الأردنيين، منذ 13 مارس 1964 وحتى 11 مارس 1964.[12]
- عضو المجلس الوطني الفلسطيني الأول، بتاريخ 28 مايو 1964.[13]
- عضو مجلس الأعيان الأردني العاشر، منذ 21 أغسطس 1973 وحتى 27 نوفمبر 1974.[14]
- سفير الأردن لدى لبنان واليونان، منذ 1 فبراير 1975 وحتى 31 أكتوبر 1976.[15]
- عضو مجلس الأعيان الأردني الرابع عشر، منذ 11 يناير 1984 وحتى 12 يناير 1988.[16]
- عضو مجلس الأعيان الأردني الخامس عشر، منذ 12 يناير 1988 وحتى 23 نوفمبر 1989.[17]

## وفاته
توفي وليد صلاح في العاصمة الأردنية عمان يوم الخميس الموافق 7 أكتوبر 2010، ونعاه رئيس الوزراء الأردني سمير الرفاعي مستذكرًا خدماته التي قدمها للأردن.